# 大爆笑!!人生劇場 〜大江戸日記〜
『大爆笑!!人生劇場 〜大江戸日記〜』（だいばくしょうじんせいげきじょう　おおえどにっき）は、1994年11月25日に日本のタイトーから発売されたスーパーファミコン用コンピュータコンピュータボードゲーム。
同社の『爆笑!!人生劇場シリーズ』第7作目。本作は江戸時代を舞台としており、前作『大爆笑!!人生劇場 ドキドキ青春編』（1993年）とは異なり多くの資産を持つ事を競う内容で、資産を買い占める要素に重きを置いた作品となっている。5つのテーマの異なるステージがあり、3Dダンジョンなどが存在する事を特徴としている。
開発はアクトジャパンが行い、監督はアーケードゲーム『スペースインベーダー』（1978年）を手掛けた西角友宏、制作はファミリーコンピュータ用ソフト『爆笑!!人生劇場3』（1991年）を手掛けたくろさわきょうこ、音楽はスーパーファミコン用ソフト『ダライアスフォース』（1993年）を手掛けたわたなべよしおおよび草津きよしが担当している。
後に続編となる『大爆笑!!人生劇場 〜ずっこけサラリーマン編〜』（1995年）が発売された。

## ゲーム内容

### システム
舞台をこれまでの現代から江戸時代に移したシリーズ異色作。様々な人生体験（イベント）を経て、一番のお金持ちが勝ちというルールは共通だが、今作は『桃太郎電鉄シリーズ』のように、国や資産を買い集める要素が大幅に追加された。マップは所定のターン数まで同じマップを回り続ける方式だった前作からスタートとゴールが存在するステージ型の方式に変更されている。ステージは全5つに分かれ、うち第1ステージはステータスの増減に関するイベントが中心で職の決定を左右する幼少期ステージ、第3ステージは3Dダンジョン形式のボーナスステージである。1人があがるとそのステージは終了となり、ビリにペナルティが課せられ次のステージふりだしからの一斉スタートになる。

### 金・資産
金と資産の総和によって順位が決定される。店やイベントで手に入る資産は保有していると収入が発生し給料に加算される。また、店で買える資産は特定の組み合わせによってボーナスが加算される。
金
単位は「両」。ただし、実際の江戸時代で使われていた「両」とは価値が大きく異なる。（それまでの爆笑!!人生劇場シリーズにおける「万円」を踏襲している）
国
国は購入時と給料日に年貢の税率を変更することができる。鉱山の発見や特産品の豊作で臨時収入が発生することがあるが、台風などで損害が出ることもある。
なお、国の経営は所有者のパラメータも影響し、力のパラメータが低い状態で国を所有し年貢の税率が高い状態だと一揆が起こり高額な罰金を取られる。同じ国で2度目の一揆が起こると国を没収されてしまう。また学問が低い状態で国を所有していると国が人手不足になり収入が減額される。
不動産
お屋敷や温泉などの不動産は老朽化して修理費を取られる場合がある。
工芸品
イベントによって価値が上がることがあり、臨時収入が発生する。
家畜
生類憐れみの令のイベントで出費が発生することもある。また、所有して一定期間が経つと年を取った家畜を食べるイベントが発生し、資産が失われるものの力のパラメータが上がる。
子供
恋愛イベントによってプレイヤーの子供が誕生すると武家か商人に奉公に出すことができ、イベントや売買等で変動しない資産扱いになる。子供を手元に置いておくと収入は発生しないが、一定確率で子供の結婚イベントが発生し、大金を得られる。
着替え
呉服屋で購入することができる服飾品。頭部用と体用が存在する。持っていても収入にはならないが、装備によりステータスがプラスされ、出世により間接的に金が得られる。ミニゲーム「よいではないかよいではないか～」で敗北すると他プレイヤーに奪われたり、大火事イベントによって消失することがある。恋人がいればプレイヤーのように着替えさせることができ、親密度が変動する。

### ステータス
学問
シリーズで言う所の知力。学問が力を大幅に上回ると状態異常の「病気」状態になり、給料日に治療費が発生してしまう。ただし、他の状態異常イベントと違い、プレイヤー内に「医者」がいると、発生時に「高額な薬で治す」という選択肢が出現し、大幅に金を失う代わりに力を増大させ即座に病気状態を解除できる。
力
シリーズで言う所の体力。力が魅力を大幅に上回ると状態異常の「野生化」状態になり、髪がざんばら頭になってしまい、髪の整え代金として給料から引かれてしまう。
魅力
人としての魅力。魅力が学問を大幅に上回ると、並のお洒落では満足できなくなり「隈取」の化粧をするようになってしまい、化粧代として給料から引かれてしまう。
友好度
他のプレイヤーとの仲の良さ。異性間のプレイヤーで友好度が高いとエンディングで結婚することもある。
親密度
恋愛マス等で変動する恋人キャラとの仲の良さ。夜だと上昇値に大幅なプラス補正がかかる。これが20に達すると結婚イベントが発生する。すでに妻、または夫がいる場合は愛人イベントになる。結婚（愛人）を断ることもできるが、プレイヤーの魅力が高すぎると相手が引かず強引に迫られ結婚が成立してしまう。また、親密度が一定数上昇するごとに子供を授かる。ただし親密度が10を切ると離婚されてしまい慰謝料を取られてしまう。離婚時に愛人がいる場合即座に愛人と再婚する。
不満度
隠しステータス。他のプレーヤーから巻物による妨害やイベントの選択肢による不利益を受けると数値が加算されていき、4回に達すると始末屋に頼むイベントが発生し誰か一人の特定のステータスを大幅に下げる仕返しを行える。ただし、イベント後は髪型が一定期間ゆうれい髪に変化し、頭部アイテムの変更ができなくなる。
呪い
特定のマスに止まると呪われ、幽鬼のような風貌になり、着替えコマンドが選択できなくなる。この状態のままステージが終了するとペナルティとして大幅に金を失う。一方で火事などの装備中の着替えを消失するイベントを打ち消すメリットも存在する。他プレイヤーと同じマスを通過することで呪い状態を擦り付けることができる。

### 職業
第一ステージである幼児期の終了時のパラメータに応じて就く仕事は自動で決定される。職業やクラスによって給料が異なり、能力を上げる事によって1段単位で出世し、10段でクラスが上がり昇給する。逆に能力が下がれば段やクラスも下がり減給する。出世に関わる能力は職業ごとに異なる。クラスは4段階目まであり、4段階目では11段～となっていく。
同じ職業に複数のプレイヤーが就くことはできず、低確率で起きる転職イベントで他のプレイヤーの職が割り当てられると職の入れ替えの形になる。江戸時代という背景から、プレイヤーの髪型は職業によって決まる。
農民
他のプレイヤーの家に肥料をもらいに行ったり、一揆を起こしたりと一風変わったイベントが発生する。力がやや高く、学問は力を超えず、魅力がやや低いとなれるという詳細な条件が設定されているため、結果として江戸時代において多数を占める職でありながら非常に就きにくい。
火消し
力、魅力が高いとなれる。消火活動のほか喧嘩などの荒っぽいイベントも見られる。他の職業と比較してやや就きにくく、最終的な給料は最も低いが、仕事イベントは大幅なプラスになるものが多く、モテると言う事で恋人との親密度も上げやすい。火消しに就いているプレイヤーは火事イベントを確実に回避できる。
盗人
各パラメータの合計値が低いと極めて高い優先度で就く。出世自体は学問と力によって判定される。給料が非常に低く、仕事イベントで盗みに入った際学問の値によっては捕縛され、特定のイベントしか発生しない「島流し」状態になるなどマイナス要素が多いが、特定のクラスまで出世すれば給料が大きく上がる。店に入った際低確率で売り物を盗むことがある。
役者（男）、芸者（女）
魅力が突出して高いとなれる。初期の給料は安いが、最終的な給料の伸び率は高く、ごひいきにしてくれる客がつくと追加で給料が獲得できる。一定期間ごとに恋文を受け取るイベントが発生し、ランダムに異性の親密度が上昇する。
商人
学問、魅力が高いとなれる。国以外のアイテムをすべて一割引きで買うことができる。初期の給料は役者や芸者・盗人と並んで安いが、出世すると最終的には基本給が1億を超える。
医者
学問が突出して高いとなれる。仕事イベントの成功はランダム性が強いため、着実にパラメータを上げることが難しい。治療の際に異性や他のプレイヤーの愛人に出会うことも。他のプレイヤーが病気になると発生時の「薬を買う」の選択肢が「（医者のプレイヤー）に治してもらう」に変化し、金を得られる。
関取
力が突出して高いとなれる。職業柄仕事イベントをこなしていくとグラフィックが変わる肥満状態になりやすい。またタニマチから資産を受け取るイベントも頻繁に発生する。役者（芸者）同様恋文イベントが発生する。呉服屋で特定の服（まわし）を安く購入できる。今作では慣例を無視し、女性でも関取になれる。
侍
各ステータスの合計値が高いとなれる。すべての能力が出世対象となるため出世しやすく、最初から給料が高い。江戸時代という設定を考慮しても最もランクの高い職業だが、仕事イベントによっては主君に失態が露呈し、数ターンの間給料がなく特定のイベントしか発生しない「浪人」状態になる。
忍者（男）、くのいち（女）
学問、力が高いとなれるが、優先度はかなり低い。低確率で他のプレイヤーの巻物を盗むイベントが発生する。
お坊さん（男）、あまさん（女）
学問、魅力が高いとなれる。優先度はかなり高く、他に該当する職業がないと割り当てられやすい。法事でお布施を受け取ったり、他のプレイヤーキャラの配偶者が夫婦問題の相談に来たりすることもある。飢饉の幽霊にとりつかれない。呉服屋で特定の服（袈裟）を極めて安く購入できる。

### 巻物
巻物のマスに止まると、巻物がもらえる。巻物は1ターンにつき1つ使用可能で以下のような効果がある。
愛の巻物
恋人に恋文を送り親密度を上げる。
悪代官の巻物
選んだプレイヤーに悪代官のイベントを起こす。悪代官は数ターンの間、賄賂などで金儲けできるが高確率で罰を受け全ての能力が激減する。自分も対象にできる。まれに罰を全く受けずに終わることもある。
天邪鬼の巻物
選んだプレイヤーの最も親密度が高い恋人の親密度を激減させる。
馬の巻物
サイコロの目+2進める。
浦島太郎の巻物
選んだ他のプレイヤーを数ターンの間1マスずつしか進めない状態にする。
黄金の巻物
店で1つだけ9割引で買うことができる。
籠の巻物
サイコロの目+4進める。
笠地蔵の巻物
ターン終了後にお金か資産がもらえる。後半のステージで使うほど金額が増え、高額な資産が貰える
変わり身の巻物
ランダムな誰かと職業交換できる。失敗することもある。
逆回しの巻物
プレイヤーの順番が逆になる。
キューピットの巻物
恋人との親密度がアップする。愛の巻物とほとんど差はない。
行商人の巻物
その場で呉服が買える。品揃えは現在のステージに依存する。
きんとうんの巻物
ランダムな誰かと場所が入れ替わる。
子宝の巻物
子供が産まれる。未婚でも使用可能。
瘤取りの巻物
ぜいたく屋からの借金が帳消しになる。ぜいたく屋を利用していなければ失敗する。
叩き買いの巻物
他のプレイヤーのランダムな資産1つを1両で強制的に買い上げる。1両も持ってないと失敗する。
長者の巻物
ランダムな誰かと資産が全て入れ替わる。失敗することもある。
釣鐘の巻物
他のプレイヤーのお金や資産1つを失わせる。
鼠小僧の巻物
他のプレイヤーの巻物をランダムに1つ奪い取れる。選んだプレイヤーが巻物を持っていないと失敗する。
果たし状の巻物
他のプレイヤーとミニゲームで勝負する。選んだミニゲームごとに勝敗時の効果は変わる。
風神の巻物
他のプレイヤーを4マス戻す。
奉公の巻物
子供を奉公に出す。手元に子供がいないと失敗する。
魔除けの巻物
他のプレイヤーに呪いを移す。失敗することもある。
雷神の巻物
他のプレイヤーを1回休みにする。
割引の巻物
しばらくの間、店で2割引で買い物ができる。

### ミニゲーム
- 小判取り

床に散らばった小判を回収し一人はノルマ、対戦では多く小判を集めたほうが勝ち。
- よいではないかよいではないか～

時代劇の定番、殿様による町娘の帯巻取り。ボタン連打で殿様が勝てば町娘を辱める。町娘が勝つと殿様が泣き倒れる。
- 虫取り

ドキドキ青春編のバイトの要領で5種類の虫の音を聞きどの虫の音か当てる。お手つきすると次の虫に変わる。
- 花さか爺さん

殿様が指定した桜の木に合わせ桜を咲かせていく。
- 金魚すくい

ポイの耐久メーターに気をつけながらボタンを長押しするとポイが潜り離すと上がる。これを繰り返しながら金魚を集めていく。
カエルに当たると一発でアウトなので特に注意してほしい。

## 登場キャラクター

### CPUキャラクター
たけひこ
上級者向けCPU。坊主か商人になりたいと思っているが、初期ステータスが高いため侍になりやすい。「計算高い」と説明されている通りイベントでは自分の利になりやすい選択肢を選ぶ。恋人は資産が高い相手を選び（プレイヤーの介入がない場合、ほぼ確実にあきひめ）CPUで唯一浮気をしない。
おぎん
上級者向けCPU。医者か商人になりたいと思っているが、初期ステータスが高いためたけひこに次いで侍になりやすい。「ケチ」の説明通り自分の利益のみを優先し、他のプレイヤーに対して敵対的な行動をとりやすい。資産の低く親密度が上がりやすい恋人と優先して付き合うが、デートに使う金を惜しむために恋人との親密度が上がりにくく、せっかく結婚したとしてもすぐに愛人を作ろうとするため早い段階で離婚してしまうケースが多い。
でんない
初級者向けCPU。女装癖がある変人。医者になりたいと思っているが、初期ステータスが低く盗人にもなりやすいが学問が高いため成功しやすい。学問を上げる選択肢を優先するため、病気にもなりやすい。恋人は忍者（しのぶ）、盗人（おゆき）など変わった相手を優先的に選ぶがプレイヤーにもメリットの大きい恋人なのでそこは注意。
さくら
中級者向けCPU。芸者志望で魅力が初期からずば抜けて高く、その後も魅力が上がる行動を取り続けるためほぼ確実に隈取の化粧を施してしまう。「愛に生きる」の説明通り恋愛系マスを優先的に踏み、ひたすら愛人を作り続け、その度に離婚と結婚を繰り返す。魅力上昇の結果が伴う選択肢を選ぶことが多いため、結果的にではあるがプレイヤーに対して好意的である。
とら
中級者向けCPU。粋でいなせな江戸っ子。関取か火消しになりたいと思っている。魅力を全くといっていいほど意識しないため、力を上げすぎて野生化することが多い。また、資産や現金をめぐる駆け引きにも疎いらしく、資産系や勝負系の巻物を手に入れても使わない。さくらほどではないが、無意味に愛人を作り続け離婚と結婚を繰り返す。

### 恋人・愛人
シリーズにない新しい概念として愛人が設けられた。愛人にすると資産が手に入るが、最終清算で愛人一人につき5000万マイナスされる。結婚するか愛人にした後、恋愛イベントをこなし親密度を上げると子供が産まれる。各プレーヤーからもらえる出産祝いのほかに武家か商人の家に奉公に出して仕送りをもらうか、家に置き縁談を待つかを選ぶことができる。
みつひで、あきひめ
大名、大名家の姫君。資産2億。もっとも資産が多いが親密度も上がりにくい。服を買ってきてランダムで資産を1つ売られる無駄遣いイベントを起こすことがよくある。また初期に着ている服が高性能ゆえ、もっとも高価な服を着ているプレイヤーか恋人に罰金が科せられる倹約令イベントにほぼ確実に引っかかる。
たまさぶろう、こすず
役者、芸者。資産1億。無駄遣いイベントを起こすことがある。親密度がやや上がりにくい。
しんのすけ、つかさ
武士。資産9千万。親密度がやや上がりにくい。
ゆうじ、おりん
商家。資産8千万。無駄遣いイベントを起こすことがたまにある。
ばいあん、さかえ
蘭学者。資産7千万。これといった特徴はない。
やしち、しのぶ
忍者。資産6千万。親密度がやや上がりやすい。低確率でランダムな巻物を入手してきてくれるイベントを起こす。
きんぞう、おゆき
義賊。資産5千万。親密度がやや上がりやすい。低確率で金持ちの家から金を盗むイベントを起こす。
たごさく、おしん
農民。資産4千5百万。親密度が上がりやすく、子供ができやすい。低確率で副業で収入を得るイベントを起こす。

## スタッフ
- 監督：西角友宏
- 制作：くろさわきょうこ、さかべゆかり
- 絵：東京省
- 絵描き：伊藤啓司、上原光弘、川石徹、しみずけい、安河内寿男、廣田礼子、龍石堂浩二、のだあつし
- 図案：さかいとしき
- 音楽：わたなべよしお、草津きよし
- プログラム：たじませいいち、いとうわりゅー、みずの
- お手伝い：古川浩二郎、かんのゆういち、園田誠、かわのあゆみ
- 出演：つん小町、ふぁんどの

## 評価
ゲーム誌『ファミコン通信』の「クロスレビュー」では、5・4・4・4の合計17点（満40点）、『ファミリーコンピュータMagazine』の読者投票による「ゲーム通信簿」での評価は以下の通り、22.6点（満30点）となっている。
| 項目 | キャラクタ | 音楽 | お買得度 | 操作性 | 熱中度 | オリジナリティ | 総合 |
| 得点 | 4.0        | 3.5  | 3.6      | 3.8    | 4.0    | 3.7            | 22.6 |